# 람페두사에리노사

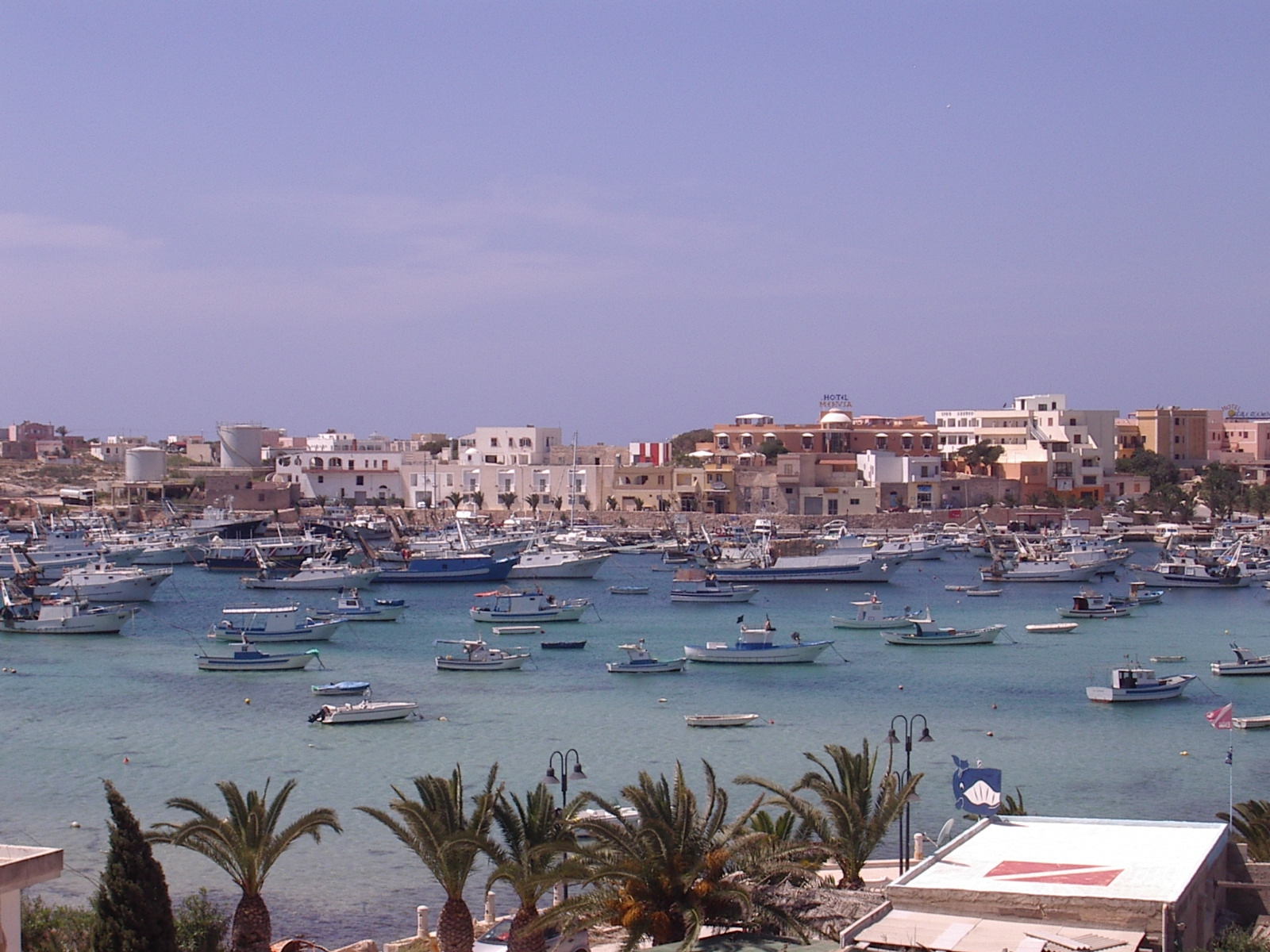
람페두사에리노사

람페두사에리노사(이탈리아어: Lampedusa e Linosa, 시칠리아어: Lampidusa e Linusa)는 이탈리아 시칠리아주 아그리젠토도에 있는 인구 약 6100명의 도시로, 이탈리아 최남단 도시이다.